# Rosalina (personaje)
Rosalina Capuleto ( / r ɒ z əl ɪ n , - i n / ) es un personaje de ficción mencionado en la obra de William Shakespeare, Romeo y Julieta. Ella es la sobrina del Sr. Capuleto y aunque es un personaje invisible, su papel es importante. Romeo al principio está profundamente enamorado de Rosalina y expresa su consternación por el hecho de que ella no lo amó. Romeo ve por primera vez a Julieta mientras intenta ver a Rosalina en una reunión organizada por la familia Capuleto.
Los estudiosos generalmente comparan el amor efímero de Romeo por Rosalina con su posterior amor por Julieta. La poesía que Shakespeare escribe para Rosalina es mucho más débil que la de Julieta. Los eruditos creen que la experiencia temprana de Romeo con Rosalina lo prepara para su relación con Julieta. Actuaciones posteriores de Romeo y Julieta han pintado diferentes cuadros de la relación de Romeo y Rosalina, ya que los cineastas han experimentado con hacer de Rosalina un nuevo personaje más visible.

## Papel en la obra
Antes de que Romeo se encuentre con Julieta, él ama a Rosalina, la sobrina del Sr. Capuleto y la prima de Julieta. Él la describe como maravillosamente hermosa: "El sol que todo lo ve nunca la vio coincidir desde que comenzó el mundo". Rosalina, sin embargo, elige permanecer casta; Romeo dice: "Ella ha renunciado al amor, y con ese voto vivo muerto, vivo para contarlo ahora". Esta es la fuente de su depresión, y él hace infelices a sus amigos; Mercucio comenta: "Esa misma moza pálida y de corazón duro, que Rosalina, lo atormenta para que se vuelva loco". Benvolio insta a Romeo a colarse en una reunión de los Capuleto donde, según él, Rosalina se verá como un "cuervo" junto a las otras mujeres hermosas. Romeo está de acuerdo, pero duda de la evaluación de Benvolio. Después de que Romeo ve a Julieta, sus sentimientos cambian repentinamente: "¿Hasta ahora me ha amado mi corazón? Lo vendo, ya no veo la verdadera belleza hasta esta noche". Debido a que su relación es repentina y secreta, los amigos de Romeo y el fraile franciscano Fray Lorenzo continúan hablando de su afecto por Rosalina durante gran parte de la obra.

## Análisis

### Nombre
Rosalina es una variante de Rosalind, un nombre de origen francés antiguo: ( hros = "horse", lind = "soft, tender"). Cuando se importó al inglés, se pensó que era del latín rosa linda ("lovely rose"). Romeo ve a Rosalina como la encarnación de la rosa debido a su nombre y sus aparentes perfecciones. El nombre Rosalina aparece comúnmente en los sonetos de Petrarchan, una forma de poesía que Romeo usa para cortejar a Julieta y para describir tanto a Rosalina como a Julieta. Dado que Rosalina es inalcanzable, es un sujeto perfecto para este estilo; pero el intento de Romeo es forzado y débil. Para cuando conoce a Julieta, su habilidad poética ha mejorado considerablemente.
Rosalina se usa como un nombre para un único personaje de Shakespeare otra una de las principales figuras femeninas en Trabajos de amor perdidos (1598), aunque Rosalind es el nombre del personaje principal femenino en Como gustéis. Los estudiosos han encontrado similitudes entre ellos: ambos se describen como hermosos y ambos tienen una manera de evitar los avances románticos de los hombres. Rosaline en Love's Labors Lost rechaza constantemente los avances de su pretendiente y Rosaline de Romeo permanece distante y castos en sus breves descripciones de ella. Estas similitudes han llevado a algunos a preguntarse si se basan en una mujer que Shakespeare realmente conocía, posiblemente la Dama Oscura descrita en sus sonetos, pero no hay pruebas sólidas de esta conexión.

### Rosalina como dispositivo de la trama
Los analistas notan que Rosalina actúa como un dispositivo de trama, al motivar a Romeo a colarse en la fiesta de Capuleto donde se encontrará con Julieta. Sin ella, su reunión sería poco probable. Por lo tanto, Rosalina actúa como el ímpetu para llevar a los "amantes de la cruz estelar" a su muerte; ella es crucial en la configuración de su destino (un tema común de la obra). Irónicamente, ella permanece ajena a su papel.

### Rosalina y Julieta
Los críticos literarios a menudo comparan el amor de Romeo por Rosalina con sus sentimientos por Julieta. Algunos ven el supuesto amor de Romeo por Rosalina como algo infantil en comparación con su verdadero amor por Julieta. Otros argumentan que la aparente diferencia en los sentimientos de Romeo muestra la habilidad de mejora de Shakespeare. Dado que se cree que Shakespeare escribió los primeros borradores de la obra en 1591, y luego los recogió nuevamente en 1597 para crear la copia final, el cambio en el lenguaje de Romeo para Rosalina y Julieta puede reflejar la mayor habilidad de Shakespeare como dramaturgo: el más joven de Shakespeare. describiendo a Rosalina, y la más experimentada describiendo a Julieta. Desde este punto de vista, una mirada cuidadosa a la obra revela que el amor de Romeo por Rosalina no es tan insignificante como se suele imaginar.
Los críticos también notan las formas en que la relación de Romeo con Rosalina lo prepara para encontrarse con Julieta. Antes de reunirse con Rosalina, Romeo desprecia a todos los Capuleto, pero luego los ve más favorablemente. Experimenta los sentimientos duales de odio y amor en una relación. Esto lo prepara para la relación más madura con Julieta, que está cargada por la disputa entre los Montesco y los Capuleto. Romeo expresa el conflicto de amor y odio en el Acto I, Escena I, comparando su amor por Rosalina con la enemistad entre las dos casas:

Aquí hay mucho que ver con el odio, pero más con el amor.
¡Pues pues, oh amor de pelea! ¡Oh odio amoroso!
¡Oh, cualquier cosa, de nada crea primero!
¡Oh pesada ligereza! ¡vanidad seria!
¡Desforme el caos de formas bien parecidas!
Pluma de plomo, humo brillante, fuego frío, mala salud!
¡Sueño aún despierto, eso no es lo que es!
Este amor siento yo, que no siento amor en esto.
¿No te ríes?

Los críticos psicoanalíticos ven signos de traumas infantiles reprimidos en el amor de Romeo por Rosalina. Ella es de una casa rival y ha jurado la castidad. Por lo tanto, se encuentra en una situación imposible, una que continuará su trauma si permanece en ella. Aunque reconoce su naturaleza ridícula, se niega a dejar de amarla. Los psicoanalistas ven esto como una recreación de su relación fallida con su madre. La ausencia de Rosalina es un símbolo de la ausencia de su madre y la falta de afecto por él. El amor de Romeo por Julieta es igualmente desesperado, ya que ella es una Capuleto y Romeo persigue su relación con ella y la diferencia es que Julieta le corresponde a él. Esto no parece probable, ya que su madre murió de pena después de su destierro, lo que indica que probablemente lo amó profundamente.

## Actuaciones
Rosalina ha sido retratada de varias maneras a lo largo de los siglos. La versión de Theophilus Cibber en 1748 reemplazó las referencias a Rosalina con referencias a Julieta. Esto, según los críticos, sacó el momento de "amor a primera vista" en el banquete de los Capuleto. En la década de 1750, el actor y director de teatro David Garrick también eliminó las referencias a Rosalina de sus actuaciones, ya que muchos vieron el rápido reemplazo de Romeo de ella como inmoral. Sin embargo, en la versión de 1968 de Franco Zeffirelli, Romeo ve a Rosalina (interpretada por Paola Tedesco) primero en el banquete de los Capuleto y luego en Julieta, de quien se enamora de inmediato. Esta escena sugiere que el amor es corto y superficial. Rosalina también aparece en la versión de 1954 de Renato Castellani. En una breve escena que no es de Shakespeare, Rosalina (Dagmar Josipovitch) le da a Romeo una máscara en la celebración de Capuleto, y lo alienta a que se vaya disfrazado antes de que le lleguen los daños. Otros cineastas mantienen a Rosalina fuera de la cámara en estricta conformidad con el guion de Shakespeare. Rosalina también aparece en la adaptación de 2013 de Carlo Carlei.
La comedia romántica de Robert Nathan en 1966, Juliet in Mantua, presenta a Rosalina como un personaje completamente desarrollado. En esta secuela, en la que Romeo y Julieta no murieron, la pareja vive diez años más tarde en el exilio en Mantua. Después de que son perdonados y regresan a Verona, se enteran de que Rosalina ahora está casada con el Conde Paris, y ambas parejas deben enfrentar su desilusión con sus matrimonios. Otra obra, Después de Julieta, escrita por la dramaturga escocesa Sharman MacDonald, cuenta la historia de Rosalina después de la muerte de Romeo. Como protagonista de esta obra, lucha contra su pérdida y rechaza los avances de Benvolio, que se ha enamorado de ella. La hija de MacDonald, Keira Knightley, interpretó a Rosalina en el estreno de la obra de 1999.